# Zhubei
Zhubei (vroeger: Chupei of Jhubei) is een stad in Taiwan en is de hoofdstad van het arrondissement (xiàn) Hsinchu.
Zhubei telt ongeveer 121.000 inwoners.